# Vézère
Ne doit pas être confondu avec Auvézère.
La Vézère (en occitan Vesera) est une rivière française des départements de la Corrèze et la Dordogne, en région Nouvelle-Aquitaine. C'est un affluent de la Dordogne. En Périgord, une partie de la vallée de la Vézère est classée au patrimoine mondial de l'UNESCO. La vallée constitue une remarquable voie touristique par la beauté des paysages qu'elle traverse et l'intérêt des témoignages laissés surtout aux environs de Montignac-Lascaux et des Eyzies par les générations d'hommes qui se sont succédé là depuis environ 100 000 ans.

## Géographie

Profil en long de la Vézère.

La Vézère prend sa source dans la tourbière de Longéroux, sur le plateau de Millevaches, dans le Massif central en Corrèze, à 887 mètres d'altitude, sur la commune de Meymac, à l'ouest du puy Pendu (970 m) dans la forêt domaniale de Longéroux, au lieu-dit « sources de la Vézère ». Elle se jette dans la Dordogne en rive droite à Limeuil, à 50 mètres d'altitude.
Son principal affluent est la Corrèze, leur confluent se trouvant dans la banlieue ouest de Brive-la-Gaillarde.
La longueur de son cours d'eau est de 211,2 km.

### Départements et principales communes traversés
La Vézère traverse deux départements et cinquante-trois communes dont les principales sont :
- Corrèze : Bugeat, Treignac, Uzerche, Vigeois, Allassac, Larche ;
- Dordogne : Terrasson-Lavilledieu, Montignac-Lascaux, Les Eyzies, Le Bugue.

## Principaux affluents
D'amont vers l'aval :

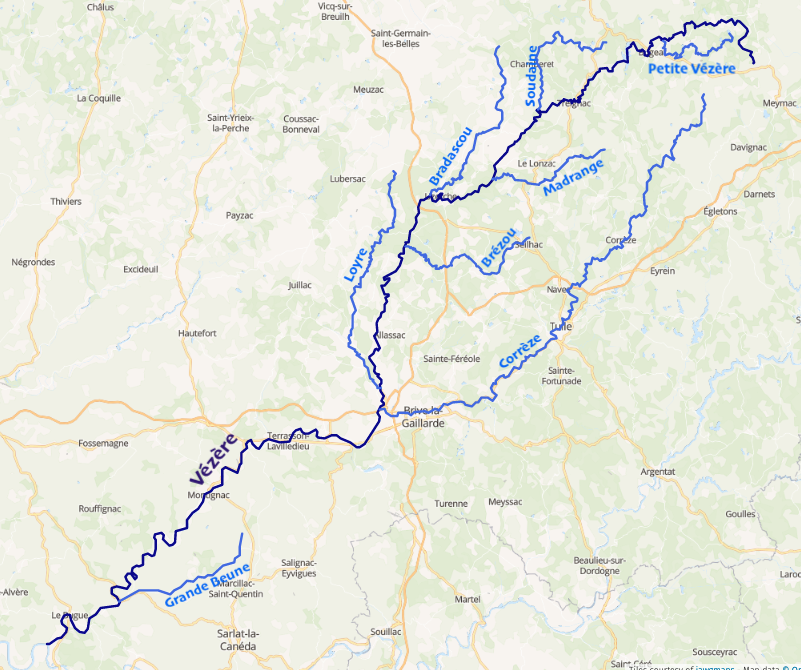
Le cours de la Vèzére et de ses affluents de plus de 20 km (carte interactive).

| - l'Ars (ou rivière d'Ars) (rg) - le ruisseau d'Orluc (rg) - le ruisseau d'Alembre (rg) - la Soudaine (rd) - le ruisseau de Boulou (rg) - la Madrange (rg) - le Rujoux (rg) - le Troh (rg) | - le Bradascou (rd) - le Brézou (rg) - la Loyre (rd) - la Corrèze (rg) - la Couze (rg) - la Logne (rd) - l'Elle (rg) - le Cern (ou Douime) (rd) | - le Coly (rg) - la Laurence (rd) - le Thonac (rd) - le Vimont (ou Moustier) (rd) - le Manaurie (rd) - la Beune (ou Grande Beune) (rg) - le ruisseau de Ladouch (ou ruisseau de Journiac) (rd) |  |

### Aménagements

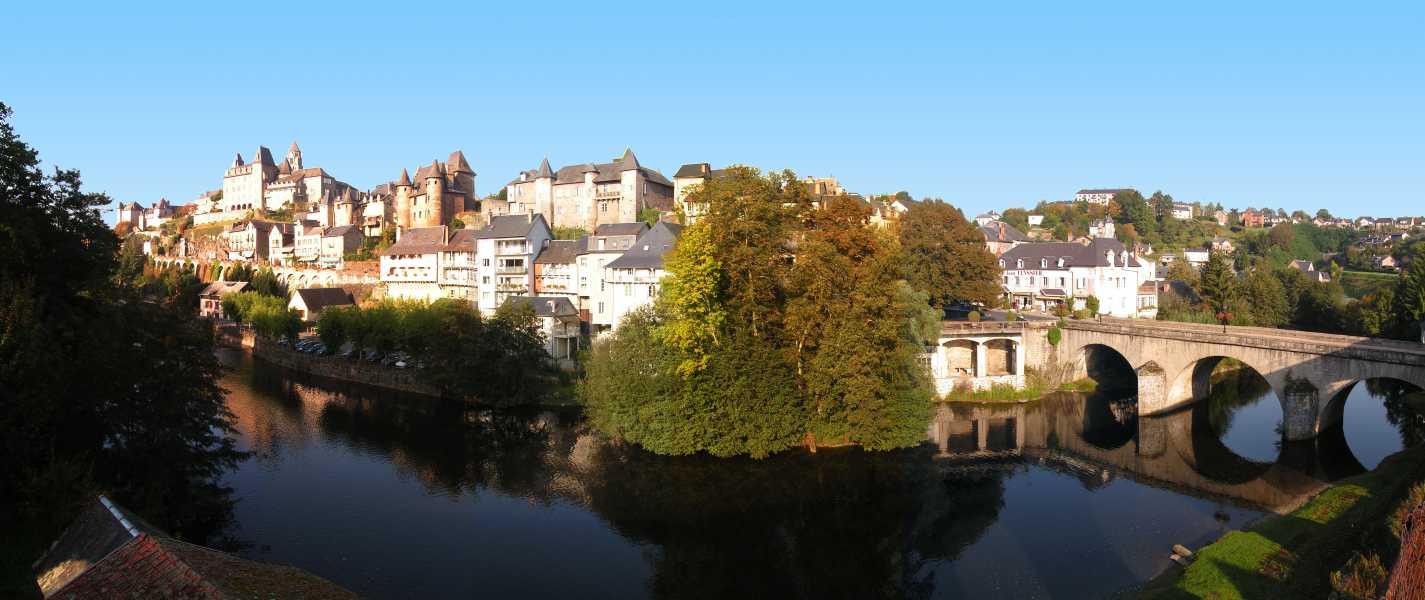
La Vézère à Uzerche.

Dans sa partie amont, la Vézère possède trois barrages importants : le barrage de Monceaux la Virolle (ou de Monceaux la Virole), le barrage de Treignac, situés entre 500 et 650 mètres d'altitude, et le barrage du Saillant, un peu plus bas.

## Hydronymie
La rivière Visera est attestée dans les cartulaires monastiques carolingiens en 889. Il ne faut pas la confondre en Dordogne avec la Haute-Vézère, ou Auvézère, un affluent de L'Isle à 10 kilomètres à l'est de Périgueux.
Le nom Vézère proviendrait, selon certains érudits, de l'antique hydronyme Vizara ou Izara, formé de deux racines ligures accolées. La première, viz ou iz, et la seconde ara. Viz ou Iz signifiant « vallée creuse », et ara voulant dire « cours d'eau », le mot Vézère signifie donc « cours d'eau dans la vallée creuse ».
Il pourrait aussi s'agir prosaïquement de l'étymon celtique isara, signifiant un "écoulement rapide et impétueux (en cas de crue)" pour indiquer aux voyageurs les dangers d'une rivière en période de pluies intenses ou de fonte nivale. L'altération latine simple en visara dans le monde gallo-romain explique logiquement l'évolution phonétique en ancien français et en occitan.

## Histoire
Jusqu'au XVIIIe siècle, la Vézère n'a été navigable que par des embarcations légères à fond plat et en période de hautes eaux, soit six à sept mois dans l'année. Les obstacles sont nombreux, qu'ils soient naturels — îles, bancs de sable, rochers — ou artificiels avec les barrages des moulins. Les intendants ont essayé de développer le commerce en aménageant la rivière. De plus, le halage est gêné par des obstacles sur les berges. En 1606, Henri IV donne des lettres patentes pour aménager la rivière. Des ouvrages sont commencés sous son règne, en vertu d'un privilège accordé à M. de Châteauneuf, lieutenant du roi dans la province mais abandonnés pendant la minorité de Louis XIII à la suite de la crue de 1615 qui a emporté le pont médiéval de Montignac. L'ordonnance du 13 août 1669 « sur le fait des Eaux et Forêts » traite de la navigation sur les rivières et prévoit dans son titre III que les Grands-maîtres des eaux et forêts « visiteront nos rivières navigables et flottables, ensemble les routes, pêcheries et moulins étant sur nos eaux, pour connaître s'il y a des entreprises ou usurpations qui puissent empêcher la navigation et le flottage, et y être par eux pourvu incessamment, en faisant rendre le cours des rivières libres et sans aucun empêchement ». Le projet commencé sous Henri IV est repris en 1682 pour la somme de 160 000 livres et de nouveau abandonné car les fonds provenant d'une imposition extraordinaire levée pendant quatre ans sur les élections de Brive et Sarlat ont été détournés. François Ferry est nommé directeur des fortifications en Aunis, Poitou, Saintonge, Guyenne, Navarre et Béarn. Il va être aussi chargé de l'aménagement des rivières de la province de Guyenne pour les rendre navigables. Il dresse un état des lieux et propose des aménagements dans son « Recueil de cartes plans et profils des ouvrages faits pour la navigation de diverses rivières en Guyenne », en 1696. On y trouve une carte « du cours de partie des rivières de Vézère et de Dordogne, depuis Terasson jusqu'à Bergerac » et « dix plans des ouvrages faits dans cette estendue avec des mémoires de ce qu'il y faudroit faire ». La carte générale indique six ouvrages : le « Pas de Losse sous Terrasson » (Terrasson), le « Pas du Bas » (Aubas), le « Pas de Saint-Pierre de Montignac » (Montignac-Lascaux), le « Pas du château de Losse » (Thonac), le « Pas de Saint-Léon » (Saint-Léon-sur-Vézère) et le « Pas de bois du moulin de M. le comte d'Auvergne au-dessous de Bugo » (Limeuil). Tous les passages sont implantés au droit de moulins et sont du type « pas-de-roi » ou « passe-lis ». François Ferry venait de terminer 42 pas-de-roi sur la rivière Isle pour la rendre navigable de Coutras à Périgueux. Les pas de roi prévus ont été réalisés car, en 1698, l'intendant Louis Bazin de Bezons a écrit : « La Vézère est aussi en Périgord. L'on a fait des passes pour la rendre navigable depuis Terrasson jusqu'auprès de Limeuil ; ainsi que je l'ai expliqué, elle serait aussi utile pour le transport des denrées du Bas-Limousin, celles de Périgord, que celle de l'Isle ». Mais ces pas-de-roi doivent être de nouveau réalisés entre 1740 et 1750 par l'intendant de Guyenne Claude Boucher. Nicolas Thomas Brémontier, ingénieur en chef des ponts et chaussées chargé de la province de Guyenne, en 1784, réalise un pré-projet en 1786-1788 qui est évoqué par Joseph-Michel Dutens. 

Pierre de Belleyme, Carte de la Guyenne no 23, vallée de la Vézère entre Aubas et Limeuil.

Il est repris par l'ingénieur des ponts et chaussées Philippe Henry Conrad, nommé en Dordogne en 1822 par Louis Becquey. Dans le « Rapport au roi sur la navigation intérieure de la France » de 1820, ou plan Becquey, Louis Becquey propose de réaliser des canaux passant par la Vézère. Il indique que 47 km sont navigables à partir de Montignac. Philippe Henry Conrad rédige un mémoire publié en 1826 dans lequel il propose un plan général de navigation sur les rivières de Corrèze, Vézère et Dordogne qui prévoit :
- la canalisation de la Corrèze entre Tulle et Brive-la-Gaillarde, qui n'a pas été réalisée,
- la canalisation de la Corrèze et de la Vézère entre Brive et la Dordogne, partiellement réalisée,
- l'amélioration de la navigabilité de la Dordogne entre la confluence de la Vézère et Saint-Jean-de-Blaignac, projet repris en 1837 par Pierre Vauthier (1784-1847)[12].

Une loi du 8 juin 1825 concède à perpétuité à Eugène Mévil, ancien élève de l'École polytechnique, l'entreprise de canalisation de :
- la Corrèze, du moulin de Beauvais, en amont de Brive-la-Gaillarde, jusqu'à la Vézère,
- la Vézère depuis la confluence avec la Corrèze jusqu'à la Dordogne.

Ce projet porte alors le nom de « canal du Duc de Bordeaux » en hommage au petit-fils du roi, Henri d'Artois, né en 1820. Dans son article 2, la loi précise que les travaux doivent être terminés le 1er janvier 1835 pour un coût estimé à 5 000 000 francs. La « Société des canaux sur la Vézère et la Corrèze » est créée le 8 août de la même année à Saint-Léon-sur-Vézère. Six écluses, des barrages, des ponceaux et des aqueducs sont construits, mais, en 1827, les travaux sont interrompus après une dépense de 1 400 000 francs. La déchéance de la Compagnie est prononcée par une ordonnance le 4 mars 1830. Conrad démissionne cette année-là. Une nouvelle adjudication est lancée mais n'a eu aucun résultat. La Compagnie a alors demandé que les charges de la concession soient réduites pour permettre de meilleures conditions de financement. Le gouvernement a accepté, mais avant de soumettre celles-ci au vote, il a demandé à la Compagnie de s'expliquer sur diverses conditions nécessaires à la garantie des intérêts du Trésor. La Compagnie n'ayant pas répondu, les travaux sont restés à l'abandon sur la Corrèze. Pour la Vézère, sur les 24 écluses prévues, seules six ont été partiellement réalisées, sauf celle d'Aubas qui a été terminée en 1843, année d'ouverture du canal de Lalinde. Les écluses réalisées ont été équipées de portes busquées en 1842. Les cinq écluses inachevées ont été remises au Domaine en 1897, à Montignac, Losse, Thonac, Saint-Léon-sur-Vézère et la Grambaudie. Les écluses ont une largeur de 5,20 m et une longueur de 28,80 m, longueur inférieure au gabarit Freycinet. Le tirant d'eau est de 0,20 m à 0,30 m aux basses eaux, ce qui limite le tonnage des bateaux à 20-25 tonnes. Le halage peut se faire de Limeuil à 800 m à l'aval de Terrasson à l'aide de bœufs ou de chevaux, mais la voie change souvent de rive. La durée du voyage est de trois jours à la descente, entre Montignac et Bergerac, et de six jours à la remonte.
En 1855, le développement de la partie navigable de la Vézère est de 62,50 km, entre le moulin de la Cave au Lardin-Saint-Lazare et la confluence avec la Dordogne, à Limeuil.
Le développement du chemin de fer a précipité l'abandon du projet d'aménagement de la navigabilité de la Vézère, même si des bateaux ont continué à y naviguer. La Vézère est radiée des voies navigables le 28 décembre 1926.

### Compétitions mondiale decanoë-kayak
La Vézère a accueilli différentes compétitions mondiales de canoë-kayak à Treignac, telles que :
- les championnats du monde de descente de canoë-kayak 1959 ;
- les championnats du monde de descente de canoë-kayak 2000 ;
- les championnats du monde de descente de canoë-kayak 2022[22] ;
- plusieurs manches lors de la coupe du monde de descente de canoë-kayak en 2019, 2021.

## Hydrologie
La Vézère est une rivière très abondante, à l'instar de ses voisines dévalant du plateau du Limousin.
Plusieurs stations hydrologiques ont été installées sur son cours. D'amont vers l'aval : à Saint-Merd-les-Oussines, à Bugeat, à Peyrissac, à Uzerche,, au Saillant, à Saint-Viance, à Larche, à Montignac,  et à Campagne.
Les deux dernières stations sont décrites ci-dessous : celle de Campagne (sur 53 ans) qui est la plus en aval, et celle de Montignac pour sa durée d'observation deux fois et demi plus importante (123 ans).

### La Vézère à Campagne
Son débit a été observé durant une période de 53 ans (1968-2020), à Campagne, localité du département de la Dordogne située une dizaine de kilomètres avant son confluent avec la Dordogne à 51 m d'altitude. La surface ainsi étudiée est de 3 736 km2, soit la quasi-totalité du bassin versant de la rivière (parmi ses 23 affluents les plus importants, seul le ruisseau de Ladouch ne l'a pas encore rejointe).
Le module de la rivière à Campagne est de 57,2 m3/s.
La Vézère présente des fluctuations saisonnières de débit bien marquées sans être excessives, comme c'est généralement le cas dans le bassin de la Dordogne. Les hautes eaux se déroulent en hiver et se caractérisent par des débits mensuels moyens allant de 75,6 à 98,7 m3/s, de décembre à avril inclus, avec un maximum en janvier et surtout février. Dès le mois de mai, le débit baisse progressivement jusqu'aux basses eaux d'été qui ont lieu de juillet à septembre inclus, entraînant une baisse du débit mensuel moyen jusqu'au niveau de 17,8 m3/s au mois d'août, ce qui reste fort confortable. Mais ces moyennes mensuelles ne sont que des moyennes et cachent des fluctuations bien plus prononcées selon les années ou sur de plus courtes périodes.

#### Étiage ou basses eaux
Aux étiages, le VCN3 peut chuter jusqu'à 6,6 m3/s, en cas de période quinquennale sèche, ce qui est loin d'être très sévère.

#### Crues
Les crues peuvent être assez importantes, compte tenu de la taille étendue du bassin versant. Les QIX 2 et QIX 5 valent respectivement 400 et 540 m3/s. Le QIX 10 est de 630 m3/s, le QIX 20 de 710 m3/s, tandis que le QIX 50 se monte à pas moins de 820 m3/s.
Le débit instantané maximal enregistré à Campagne a été de 678 m3/s le 7 juillet 2001, tandis que la valeur journalière maximale était de 617 m3/s le 7 janvier 1994. Si l'on compare la première de ces valeurs à l'échelle des QIX de la rivière, on constate que cette crue n'était pas même d'ordre vicennal, et était susceptible de se répéter tous les 14-15 ans en moyenne. La hauteur maximale instantanée a été de 5,16 m le 8 janvier 1982.

#### Lame d'eau et débit spécifique
La Vézère est une rivière fort abondante. La lame d'eau écoulée dans son bassin versant est de 485 millimètres annuellement, ce qui est largement supérieur à la moyenne d'ensemble de la France tous bassins confondus (320 millimètres par an) , ainsi qu'à la moyenne du bassin de la Garonne (366 millimètres par an à Tonneins). C'est cependant légèrement inférieur à la lame d'eau de la Dordogne en amont de son confluent avec l'Isle (516 millimètres par an à Pessac-sur-Dordogne). Le débit spécifique de la Vézère (ou Qsp) atteint à Campagne le chiffre très robuste de 15,3 litres par seconde et par kilomètre carré de bassin.

### La Vézère à Montignac
En amont de Campagne, la station hydrologique de Montignac, en service depuis 1898, offre une période d'étude beaucoup plus longue de 123 ans. À cet endroit, la superficie du bassin versant représente 3 125 km2. La plus forte crue a été atteinte le 4 octobre 1960 avec un débit instantané maximal de 1 360 m3/s et une hauteur instantanée de 8,90 m, et le lendemain avec un débit journalier maximal de 830 m3/s, après deux journées de pluies intenses sur le plateau de Millevaches et notamment sur les bassins amont de la Corrèze et de la Vézère. Cette crue centennale a fait trois morts à Montignac et Saint-Chamassy.
En ce lieu et sur cette période, La lame d'eau écoulée dans son bassin versant est de 577 millimètres annuellement, soit 19 % de plus qu'à Campagne sur 53 ans. Son débit spécifique monte alors à 18,2 litres par seconde et par kilomètre carré de bassin.

### Risque inondation
À l'intérieur du département de la Dordogne, plusieurs plans de prévention du risque inondation (PPRI) ont été approuvés pour la Vézère :
- en 2008 pour le PPRI Dordogne centre concernant les deux communes les plus en aval :
  - Limeuil[37],[38] ;
  - Saint-Chamassy[37],[39] ;
- et  en 2000 pour 17 PPRI individuels :
  - Aubas[40],[41] ;
  - Le Bugue[42],[43] ;
  - Campagne[44],[45] ;
  - Condat-sur-Vézère[46],[47] ;
  - Les Eyzies-de-Tayac-Sireuil[48],[49] (commune nouvelle des Eyzies) ;
  - La Feuillade[50],[51] ;
  - Le Lardin-Saint-Lazare[52],[53] ;
  - Montignac[54],[55] ;
  - Pazayac[56],[57] ;
  - Peyzac-le-Moustier[58],[59] ;
  - Saint-Cirq[60],[61] ;
  - Saint-Léon-sur-Vézère[62],[63] ;
  - Sergeac[64],[65] ;
  - Terrasson-Lavilledieu[66],[67] ;
  - Thonac[68],[69] ;
  - Tursac[70],[71] ;
  - Valojoulx[72],[73].

## Curiosités et sites remarquables

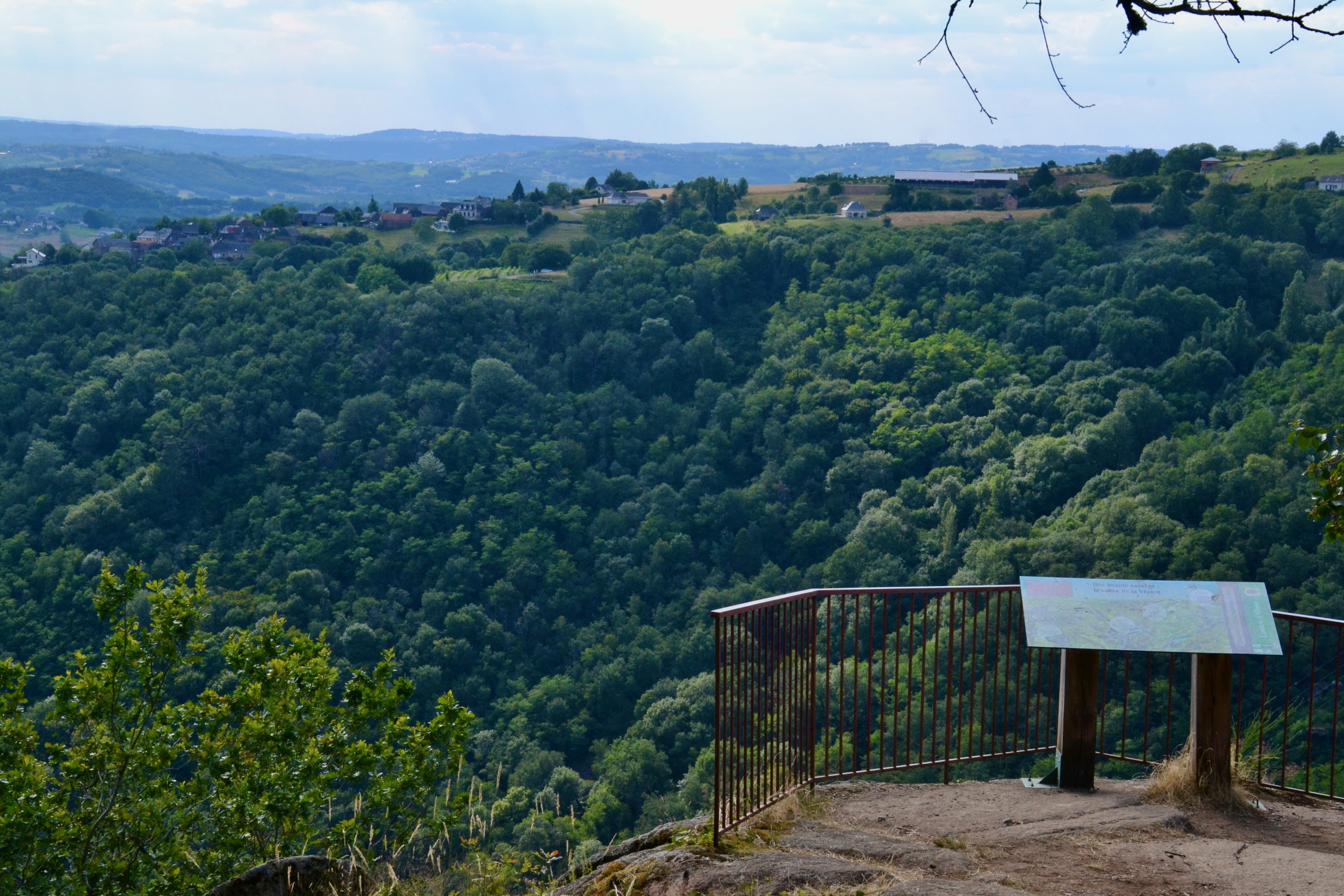
Le site panoramique de la Roche d'Allassac (Corrèze).

La vallée de la Vézère a été surnommée la « Vallée de l'Homme » dès la fin du XIXe siècle à la suite de la multiplication des découvertes de sites préhistoriques exceptionnels, dont l'abri de Cro-Magnon, la grotte de Font-de-Gaume et celle des Combarelles aux Eyzies. Elle abrite également la grotte de Lascaux à Montignac-Lascaux. Les sites préhistoriques et grottes ornées de la vallée de la Vézère sont classés au patrimoine mondial de l'UNESCO. En 2020, La vallée de la Vézère est labellisée Grand Site de France, validée par décret ministériel du 31 janvier.
Dans son essai Les Sept Filles d'Ève, le chercheur généticien anglais Bryan Sykes développe la thèse qu'une de ces filles, Héléna, viendrait des bassins de la Vézère et de la Dordogne. Celle-ci représentant la génitrice de 41 à 47 % des Européens actuels. La vallée de la Vézère mériterait donc bien son qualificatif de « Vallée de l'Homme ».
- les gorges de la Vézère
- le Saillant et son pont du XIVe siècle
- le château de Losse et ses jardins en terrasse sur la Vézère
- la majeure partie de la vallée de la Vézère fait partie du Réseau Natura 2000[78],[79],[80],[81],[82].

## Philatélie
Le 10 mai 2023, La Poste a émis un bloc collector de 8 timbres à validité permanente pour lettre verte sur le thème « Limousin - Périgord - Terres de rivières » dont deux des timbres représentent d'une part, « la Vézère sur le plateau de Millevaches en Corrèze », et de l'autre la Vézère à Saint-Léon-sur-Vézère.